# Канн, Маркус
Маркус Канн (нем. Marcus Kann; 1820, Вена — 3 февраля 1886, Вена) — австрийский шахматист и шахматный теоретик.

## Биография
В 1886 году совместно с Горацио Каро исследовал дебют, названный в их честь.